# نبرد نانسی (۱۴۷۷ میلادی)
نبرد نانسی نبرد نهایی و سرنوشت‌ساز جنگ‌های بورگوندی بود که در خارج از دیوارهای نانسی در ۵ ژانویه ۱۴۷۷ توسط شارل جسور، دوک بورگوندی، علیه رنه دوم، دوک لورن و کنفدراسیون سوئیس رخ داد.
نیروهای رنه در این نبرد پیروز شدند و جسد مثله شده شارل سه روز بعد پیدا شد.

## پیش زمینه

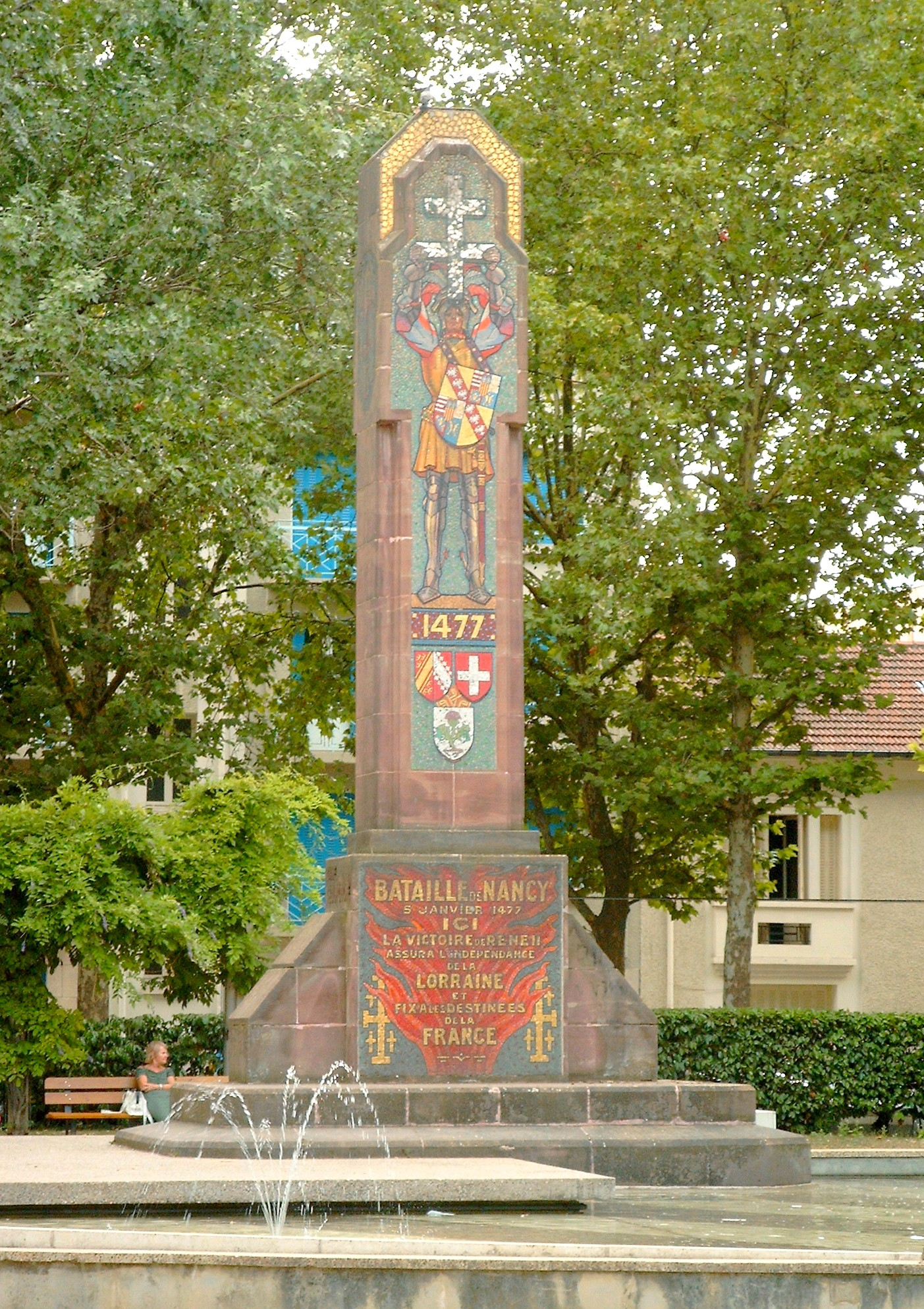
گمان می‌رود که در طول مبارزه، شارل گفت: «من با عنکبوت که به یکباره همه جا است مبارزه می‌کنم» که نشان دهنده زیادی تعداد پیاده‌نظام سوئیسی است

شارل شهر نانسی، پایتخت دوک‌نشین لورن را از ۲۲ اکتبر ۱۴۷۶ پس از بازپس‌گیری آن توسط نیروهای رنه دوم در اوایل سال، محاصره کرد. علیرغم شرایط سخت زمستانی، شارل مصمم بود به هر قیمتی به محاصره پایان دهد، زیرا به خوبی می‌دانست که دیر یا زود با بهتر شدن آب و هوا، رنه با یک ارتش تقویت شده خواهد آمد.
در اواخر دسامبر رنه حدود ۱۰۰۰۰ تا ۱۲۰۰۰ هزار مرد جنگی را از لورن و اتحادیه پایین (از راین) جمع‌آوری کرده بود. یک ارتش سوئیسی متشکل از ۸۰۰۰ تا ۱۰۰۰۰ نیور نیز برای کمک به آنجا آمدند. رنه در اوایل ژانویه ۱۴۷۷ پیشروی خود را به سمت نانسی آغاز کرد و با احتیاط در میان منظره پوشیده از برف حرکت کرد تا اینکه در اوایل صبح روز ۵ ژانویه به نانسی رسیدند. شارل سرانجام فهمید که ارتش رنه واقعاً نزدیک است، بخش اعظم ارتش او را در یک موقعیت دفاعی قوی در جنوب نانسی در یک شیب جنگلی در پشت نهری در باریک‌ترین قسمت دره که می‌دانست سوئیسی‌ها مجبور به پیشرفت به سمت آن هستند، جمع کرد. قضاوت در مورد اعداد دقیقی که شارل در دسترس دارد دشوار است، اما ناظران معاصر این اعداد را بین ۲۰۰۰ تا ۸۰۰۰ قرار می‌دهند، زیرا حتی نیروهای خاندان او در این مرحله بسیار کمتر از مقدار قدرت واقعی بودند.
شارل، طبق معمول، با وجود اطلاع کوتاهی که از نزدیک شدن نیروهای رنه دریافت کرد، نیروهای خود را به یک نقشه دقیق نبرد اعزام کرد. گروهان و ژاندارم پیاده‌نظام در یک آرایش مربع بزرگ با حدود ۳۰ تفنگ صحرایی در جلو در بالای شیب تشکیل شده بودند، در حالی که در هر دو جناح را شوالیه‌ها و کوتیلیرهای سواره‌نظام سنگین تشکیل داده بودند.
شارل از فقدان پیشاهنگی رنج می‌برد که شش ماه قبل در نبرد مورتن برای او بسیار گران تمام شده بود، اما نمی‌توان همان را در مورد ارتش متفقین گفت. علیرغم اینکه دید برف را تا چند یاردی کاهش می‌داد، پیشاهنگان متفقین به زودی متوجه شدند که حمله از روبرو به اردوگاه بورگوندی فاجعه بار خواهد بود. پیشتاز عمدتاً سوئیسی متشکل از ۷۰۰۰ پیاده و ۲۰۰۰ سواره‌نظام دستور حمله از سمت راست را دریافت کردند، در حالی که نیروی اصلی حمله متشکل از ۸۰۰۰ پیاده‌نظام و ۱۳۰۰ سواره‌نظام بود که در یک راهپیمایی دایره‌ای دشوار از جناح چپ به سمت جناح راست ارتش بورگوندی اعزام شدند. جایی که دامنه‌های درختان پوشیده از برف دور از دید بورگوندی‌هایی بود که منتظر بودند از روبرو مورد حمله قرار بگیرند. عقبه سپاه رنه سپاه کوچکی متشکل از ۸۰۰ تفنگچی تشکیل می‌داد که به عنوان نیروی ذخیره عمل می‌کرد.

## نبرد

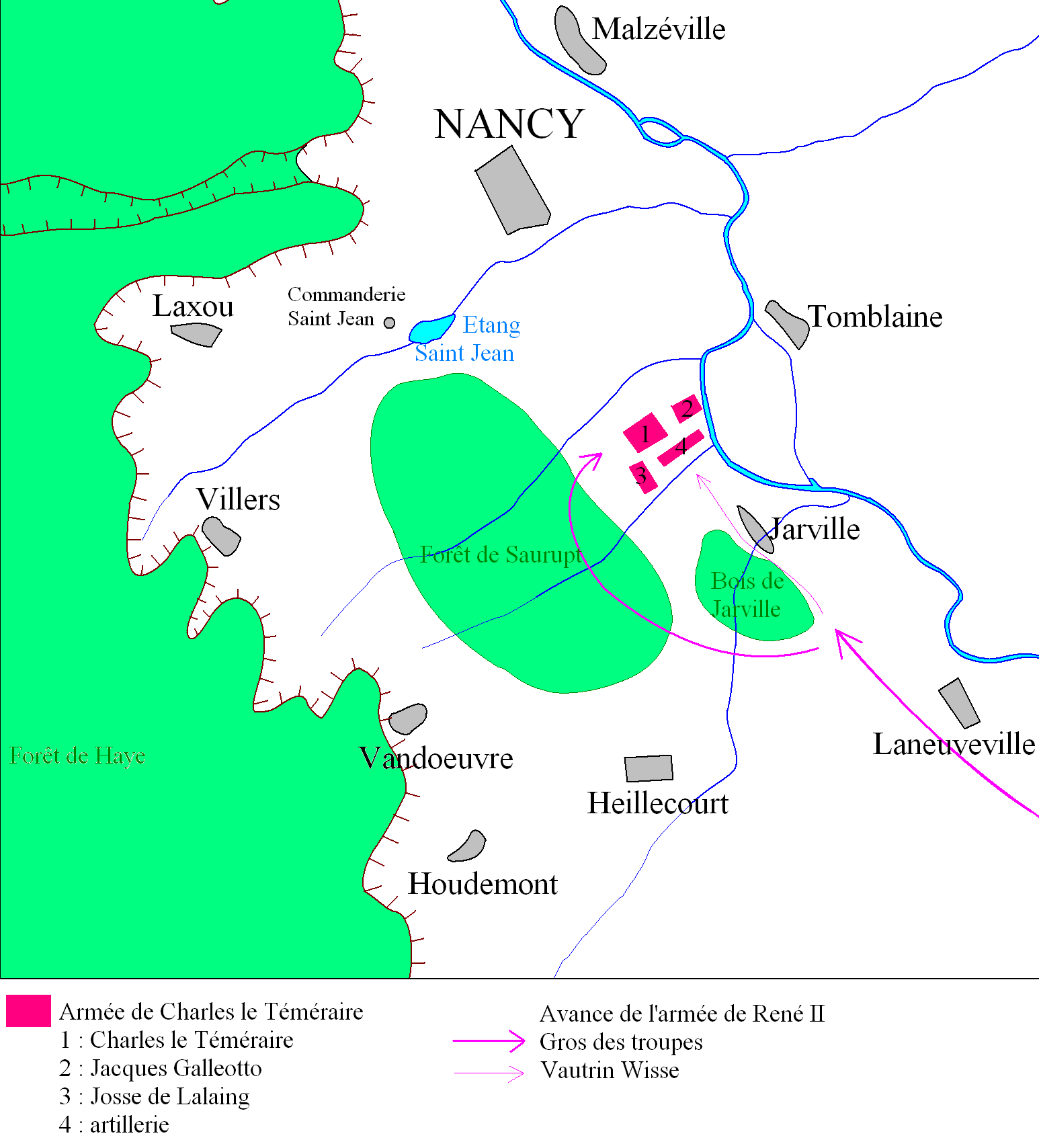
نقشه نبرد

پس از یک راهپیمایی حدوداً دو ساعته، نیروی مرکزی از دامنه‌های جنگلی کمی به سمت عقب موقعیت بورگوندی بیرون آمد و به صورت گوه‌ای شکل گرفت.  نت‌های اولیه بوق‌های سوئیسی سه بار به صدا درآمد و سوئیسی‌ها در سراشیبی به سمت موقعیت‌های بورگوندی حرکت کردند. توپخانه تلاش کرد تا در نیروی مرکزی بورگوندی خلل ایجاد کند، اما نتوانست آنقدر بالا بیاید که مؤثر باشد. اگرچه سواره‌نظام بورگوندی جناح راست حریفان سوئیسی را مهار کرد، اما بیشتر پیاده‌نظام سوئیسی برای درگیر شدن با پیاده‌نظام بورگوندیایی که تعداد آنها بیشتر بود در یک نبرد یک طرفه تلاش کردند. پیاده‌نظام پیشتاز، جناح چپ بورگوندی را به عقب راند و توپخانه خودی را به حرکت درآورد. از آنجایی که شارل تلاش بیهوده‌ای برای جلوگیری از پیشروی نیروی مرکزی با انتقال نیروها از جناح چپ خود داشت، حجم نیروهایی که علیه او چیده شده بود بسیار زیاد شد و ارتش زمانی مغرور بورگوندی در حال فرار شروع به متفرق شدن کرد.
گمان می‌رود که در طول مبارزه، شارل گفت: «من با عنکبوت که به یکباره همه جا است مبارزه می‌کنم» که نشان دهنده زیادی تعداد پیاده‌نظام سوئیسی است.
شارل و نیروهایش که تا آخرین لحظه مصمم بودند، بیهوده تلاش کردند تا ارتش شکست خورده را جمع کنند، اما موفق نشدند. گروه کوچک او به شدت درگیر جنگ بود تا اینکه در نهایت توسط یک گروه سوئیسی محاصره شد. یک تبرزین به سرعت به سمت سر دوک پرتاب شد و ضربه مهلکی را مستقیماً به کلاهخود وی وارد کرد. دیده شد که او سقوط کرد، اما نبرد در اطراف او جریان داشت. سه روز طول کشید تا سرانجام جسد مثله شده دوک پیدا و در میان بقایای کشتار شناسایی شد.
بیشتر ارتش شارل در جریان نبرد و عقب‌نشینی کشته شدند. فقط تعداد معدودی که بیش از ۵۰ کیلومتر (۳۱ مایل) متز عقب‌نشینی کردند جان سالم به در بردند. تواریخ معاصر حاکی از آن است که کشتار سربازان شارل که عقب‌نشینی کرده بودند، به مدت سه روز پس از نبرد ادامه یافت، مسافتی شامل ۵–۶ لیگ (۱۵–۱۸ مایل (۲۴–۲۹ کیلومتر) جاده را مردگان پوشانده بودند. برخی از سربازانی که به متز رسیدند هنوز آنقدر از ارتش تعقیب کننده می‌ترسیدند که به امید اینکه بتوانند به شهر شنا کنند، خود را به داخل خندق یخی انداختند.